# Software Requirements Specification
Die Software Requirements Specification (SRS) ist ein vom IEEE (Institute of Electrical and Electronic Engineers) erstmals (unter ANSI/IEEE Std 830-1984) veröffentlichter Standard zur Spezifikation von Software. Das IEEE hat die Spezifikation mehrmals überarbeitet. Die momentan neueste Version ist Std 29148-2018.
Die SRS umfasst das Lastenheft wie auch das Pflichtenheft.

## Qualität
Die IEEE Kap. 4.3 definiert acht Charakteristika guter SRS:
- korrekt
- unzweideutig (eindeutig)
- vollständig
- widerspruchsfrei
- bewertet nach Wichtigkeit und/oder Stabilität
- verifizierbar
- modifizierbar
- verfolgbar (traceable)

„Korrekt“ und „vollständig“ beziehen sich dabei auf die in der SRS genannten tatsächlichen Anforderungen (externer Bezug). Widerspruchsfreiheit bezieht sich auf die Anforderungen in Form der SRS alleine (interner Bezug). Unzweideutigkeit lässt genau eine Interpretation zu, Verifizierbarkeit begrenzt die Komplexität einer Anforderungsbeschreibung zusätzlich auf ein effizient prüfbares Maß. Modifizierbarkeit setzt insbesondere Redundanzfreiheit voraus.  Traceability umfasst die vor- und rückwärtige Richtung.

## Dokumentation
Die IEEE hat mit dieser Definition festgelegt, wie das Dokument aufgebaut werden soll. Die Kapitel, die in diesem Dokument vorkommen sollen, stehen somit fest. Dabei besteht das Dokument grundsätzlich aus zwei Teilen:
- C-Requirement (customer requirement): dieser Teil ist mit einem Lastenheft vergleichbar,
- D-Requirement (development requirement): dieser Teil ist mit einem Pflichtenheft vergleichbar.

Unter C-Requirement sind die Anforderungen aus Sicht des Kunden und/oder des End-Anwenders zu erfassen. Unter D-Requirement versteht man die Entwicklungsanforderungen. Dies ist die Sicht aus den Augen des Entwicklers, der technische Aspekte in den Vordergrund stellt, im Gegensatz zum Kunden.
Mit Requirements (deutsch: ‚Anforderungen‘) ist sowohl die qualitative als auch die quantitative Definition eines benötigten Programms aus der Sicht des Auftraggebers gemeint. Im Idealfall umfasst eine solche Spezifikation ausführliche Beschreibung von Zweck, geplantem Einsatz in der Praxis sowie dem geforderten Funktionsumfang einer Software.
Hierbei sollte fachlichen („Was soll die Software können?“) wie auch technischen Aspekten („In welchem Umfang und unter welchen Bedingungen wird die Software eingesetzt werden?“) Rechnung getragen werden.
Eine SRS enthält nach IEEE-Standard mindestens drei Hauptkapitel. Die vorgeschlagene Gliederung sollte zwar in den Kernpunkten eingehalten werden, in der Praxis wird diese jedoch häufig im Detail modifiziert. Eine exemplarische Gliederung könnte wie folgt aussehen:
- Name des Softwareprodukts
- Name des Herstellers
- Versionsdatum des Dokuments und/oder der Software

1. Einleitung
  1. Zweck (des Dokuments)
  2. Umfang (des Softwareprodukts)
  3. Erläuterungen zu Begriffen und / oder Abkürzungen
  4. Verweise auf sonstige Ressourcen oder Quellen
  5. Übersicht (Wie ist das Dokument aufgebaut?)
2. Allgemeine Beschreibung (des Softwareprodukts)
  1. Produktperspektive (zu anderen Softwareprodukten)
  2. Produktfunktionen (eine Zusammenfassung und Übersicht)
  3. Benutzermerkmale (Informationen zu erwarteten Nutzern, z. B. Bildung, Erfahrung, Sachkenntnis)
  4. Einschränkungen (für den Entwickler)
  5. Annahmen und Abhängigkeiten (Faktoren, die die Entwicklung beeinflussen, aber nicht behindern z. B. Wahl des Betriebssystems)
  6. Aufteilung der Anforderungen (nicht Realisierbares und auf spätere Versionen verschobene Eigenschaften)
3. Spezifische Anforderungen (im Gegensatz zu 2.)
  1. funktionale Anforderungen (stark abhängig von der Art des Softwareprodukts)
  2. nicht-funktionale Anforderungen
  3. externe Schnittstellen
  4. Design Constraints
  5. Anforderungen an Performance
  6. Qualitätsanforderungen
  7. Sonstige Anforderungen

Die Schwierigkeiten, die sich in der Praxis bei einer solchen Anforderungsanalyse ergeben, sind
- mögliche Interessenkonflikte, also unterschiedliche Ziele seitens der Nutzer
- unklare oder sogar unbekannte technische Rahmenbedingungen
- sich ändernde Anforderungen oder Prioritäten schon während des Entwurfsprozesses.